# Менлє
Менлє (кит. спр. 勐烈镇, піньїнь: Mĕngliè Zhèn) — містечко в південнокитайській провінції Юньнань, адміністративний центр Цзянчен-Хані-Їського автономного повіту у префектурі Пуер.

## Географія
Менлє розташовується на заході Юньнань-Гуйчжоуського плато, лежить у басейні річки Да.

### Клімат
Містечко знаходиться у зоні, котра характеризується вологим субтропічним кліматом. Найтепліший місяць — червень із середньою температурою 22.8 °C (73 °F). Найхолодніший місяць — січень, із середньою температурою 12.8 °С (55 °F).
| Клімат Менлє            | Клімат Менлє | Клімат Менлє | Клімат Менлє | Клімат Менлє | Клімат Менлє | Клімат Менлє | Клімат Менлє | Клімат Менлє | Клімат Менлє | Клімат Менлє | Клімат Менлє | Клімат Менлє | Клімат Менлє |
| Показник                | Січ.         | Лют.         | Бер.         | Квіт.        | Трав.        | Черв.        | Лип.         | Серп.        | Вер.         | Жовт.        | Лист.        | Груд.        | Рік          |
| Середній максимум, °C   | 19           | 22           | 25           | 27           | 27           | 27           | 26           | 27           | 26           | 24           | 22           | 19           | 24           |
| Середня температура, °C | 13           | 15           | 18           | 21           | 22           | 23           | 23           | 23           | 22           | 20           | 17           | 14           | 19           |
| Середній мінімум, °C    | 7            | 8            | 10           | 14           | 17           | 19           | 19           | 19           | 17           | 15           | 12           | 8            | 13           |
| Норма опадів, мм        | 31           | 28           | 43           | 92           | 228          | 358          | 499          | 413          | 246          | 155          | 88           | 42           | 2224         |
| ----------------------- | ------------ | ------------ | ------------ | ------------ | ------------ | ------------ | ------------ | ------------ | ------------ | ------------ | ------------ | ------------ | ------------ |
| Джерело: Weatherbase    |              |              |              |              |              |              |              |              |              |              |              |              |              |